# جون جاي أوبراين
جون جاي أوبراين (بالإنجليزية: John J. O'Brien)‏ هو موظف مدني أمريكي، ولد في 11 سبتمبر 1919 في سومرفيل في الولايات المتحدة، وتوفي في 14 أكتوبر 2001 في جونستون في الولايات المتحدة.